# Langhaugane
Langhaugane – wieś w zachodniej Norwegii, w okręgu Sogn og Fjordane, w gminie Jølster. Wieś położona jest nad rzeką Jølstra, w niedalekiej odległości od jeziora Jølstravatnet, wzdłuż europejskiej trasy E39. Langhaugane leży 26 km na południowy zachód od centrum administracyjnego gminy – Skei i około 2 km na zachód od wsi Vassenden. 
W 2016 roku we wsi mieszkało 742 osoby.